# Popis hrvatskih veleposlanika u Meksiku
Republika Hrvatska i Sjedinjene Meksičke Države održavaju diplomatske odnose od 6. prosinca 1992. Sjedište veleposlanstva je u Washingtonu.

## Veleposlanici
Hrvatska nema rezidentno veleposlanstvo u Meksiku. Veleposlanstvo Republike Hrvatske u Sjedinjenim Američkim Državama pokriva Sjedinjene Meksičke Države, Savezne Države Mikronezije i Republike Maršalove Otoke, Palau i Panamu.
| Veleposlanik             | Postavljenje       | Opoziv              | Sjedište   |
| ------------------------ | ------------------ | ------------------- | ---------- |
| Miomir Žužul             | 27. kolovoza 1996. | 31. listopada 2000. | Washington |
| Ivan Grdešić             | 10. rujna 2001.    | 14. srpnja 2004.    | Washington |
| Neven Jurica             | 18. srpnja 2005.   | 9. veljače 2008.    | Washington |
| Kolinda Grabar-Kitarović | 31. srpnja 2008.   | 27. srpnja 2011.    | Washington |
| Josip Paro               | 18. travnja 2012.  | 31. kolovoza 2017.  | Washington |
| Pjer Šimunović           | 28. veljače 2018.  |                     | Washington |

## Vanjske poveznice
- Meksiko na stranici MVEP-a